# コーラム・ブラレィ
- カラム・ブレイリー

コーラム・ブラレィ（Callum Braley、1994年3月20日 - ）は、プレミアシップサラセンズに所属するラグビーユニオン選手。

## プロフィール
- イングランド・ブリストル出身。
- ポジションはスクラムハーフ(SH)。
- 身長 178cm、体重 84kg
- U20イングランド代表に選ばれたことがある[1]。
- イタリア代表キャップは15（2024年9月現在）でワールドカップ2019のイタリア代表に選ばれた[2]。

## 略歴
ブリストル・ベアーズを経て、2014年、グロスターに加入。
2020年、ベネットンに加入。
2022年、ノーサンプトン・セインツに加入。 
2024年、サラセンズに加入。 